# لونغرون (ميزوري)
لونغرون (بالإنجليزية: Longrun)‏ هي إحدى المجتمعات الفردية  (غير مصنفة) في ولاية ميزوري في الولايات المتحدة الأمريكية.